# Toradar

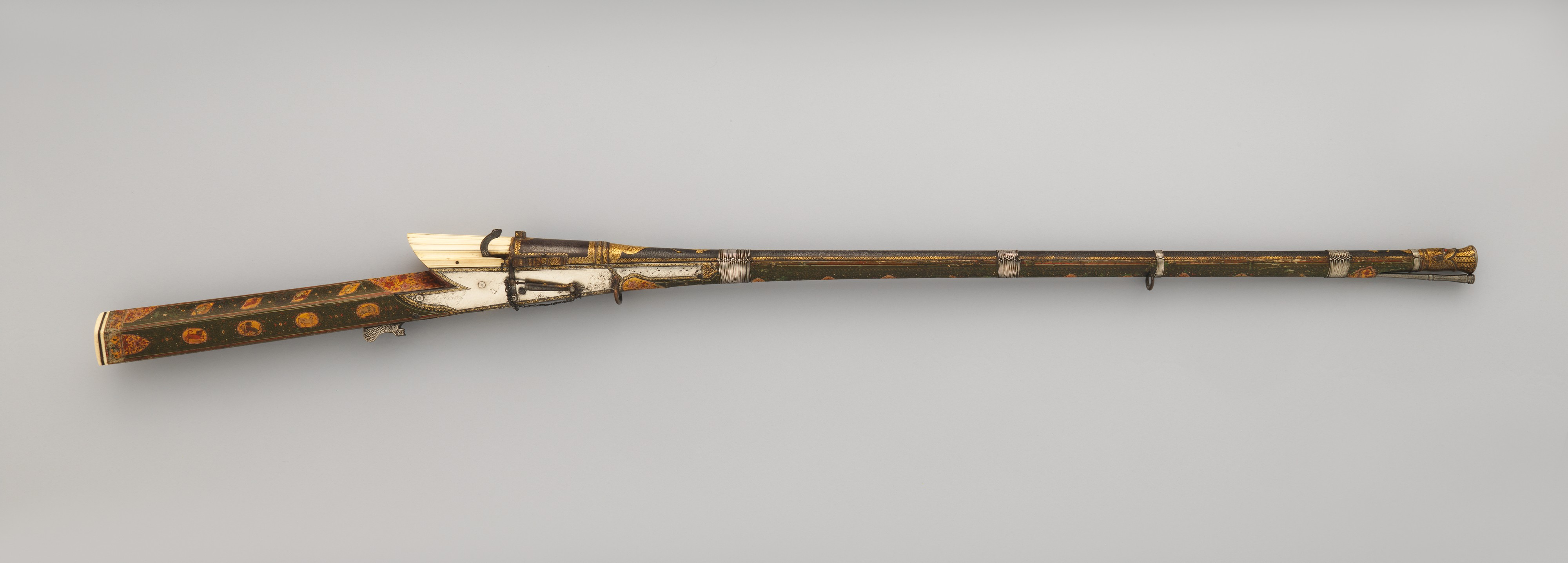
Este toradar probablemente se usa para cazar. La decoración de la culata muestra varias figuras de animales, por ejemplo, búfalos, panteras, etc.

Un toradar es un arma de fuego con mecanismo de mecha que data del siglo XVI. Fue un arma de fuego preferida en India hasta mediados del siglo XIX debido a su diseño simple y económico.

## Historia
Cuando los portugueses llegaron a la India en 1498, trajeron consigo armas de fuego, entre ellas el mosquete de mecha. Los armeros expertos abundaban en la India, y los artesanos nativos comenzaron a copiar las armas y adaptarlas a sus propias necesidades. La mayoría de estos artesanos comenzaron a aplicar un estilo de decoración que normalmente se aplicaría a su arma tradicional. Pronto se desarrolló un estilo local distintivo y se inventó el toradar en el subcontinente indio.
La mecha Toradar siguió siendo el mecanismo de armas de fuego preferido hasta alrededor de 1830. Parte de la razón por la que las mechas seguían siendo más populares que las de rueda y las de pedernal era que las mechas eran más fáciles y baratas de producir.

## Descripción

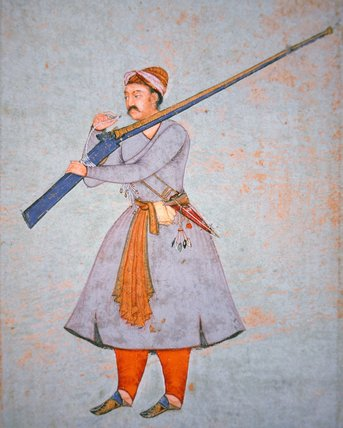
Oficial del ejército mogol con gran mecha durante el reinado de Akbar

Un toradar es básicamente un arma de mecha indio. Se encontraron principalmente en el norte y centro de la India influenciado por el imperio mogol. Existen dos tipos de toradar: uno tiene un tamaño muy delgado, de 3 pies (91,4 cm) a 6 pies (182,9 cm) de largo, culata recta de sección pentagonal y cañón ligero; el otro tipo es siempre entre 5 pies (152,4 cm) a 6 pies (182,9 cm) de largo, tiene una culata curva con sección en forma de diamante y un cañón muy pesado, muy agrandado en la recámara. Ambos tienen el tipo de cerradura india regular, que está cubierta con una tapa de bandeja que generalmente gira sobre un pasador. Las placas laterales de hierro que refuerzan cada lado de la culata se extienden a cierta distancia a cada lado de la llave.
El cañón generalmente se sujeta a la culata mediante una banda de alambre o correas de cuero que con frecuencia pasan sobre monturas de plata en el cañón. La mira trasera del primer tipo tiene forma ojival, o una V abierta, mientras que el segundo suele tener una mira trasera abierta muy grande. Los bozales de ambos tipos generalmente se sujetan con un anillo moldeado. Las miras delanteras se hacen muy largas para que se vean por encima de ellas. Estas miras delanteras a menudo tenían formas figurativas, por ejemplo, la nariz de un hombre o la forma de la cabeza de un tigre. Algunos toradar tienen un cañón de forma cuadrada, incluso con orificios cuadrados. Ambos tipos generalmente tienen una horquilla para una correa de eslinga y algunos tienen dos.
En comparación con las mechas europeas, la culata de un toradar tiene una forma más simple que la culata en forma de cola de pez de la mecha europea. La culata también es demasiado pequeña para colocarla contra el hombro, por lo que el toradar indio normalmente se sostenía debajo del brazo.

## Decoración y representación artística

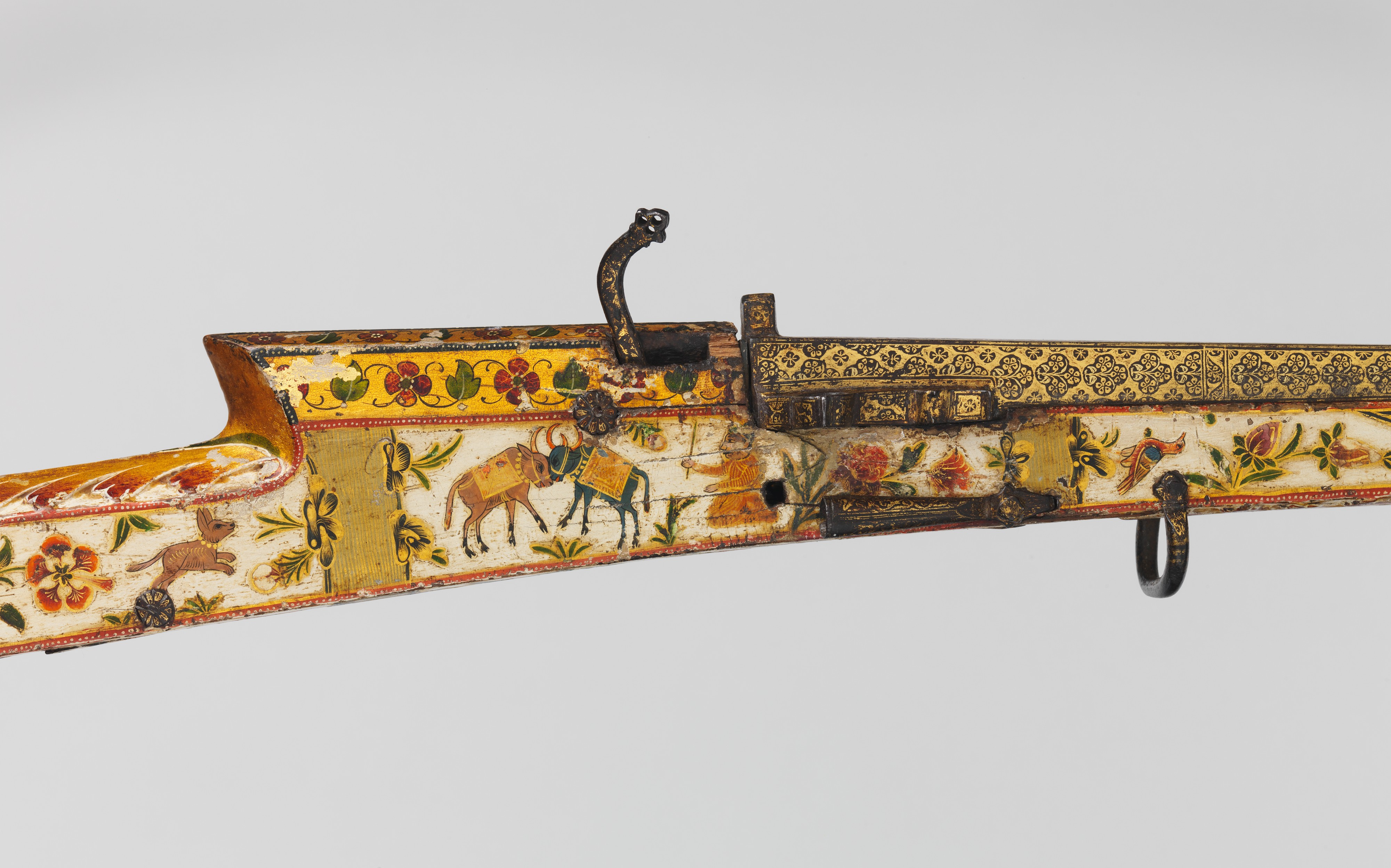
Un toradar de Rajastán con pinturas de flores.

La decoración de un toradar refleja la cultura local donde este se crea. Para el toradar, los artesanos produjeron un arte ornamentado muy complejo con incrustaciones de hueso de marfil o metales preciosos en los barriles y las culatas. Las pinturas del siglo XVI, especialmente en las pinturas de la época del emperador mogol Akbar, representan a algunos soldados usando mechas. El reinado de Akbar vio el surgimiento de los tufang. Hasta mediados del siglo XVIII, el arma era vista con menos favor que el arco y la flecha. El emperador mogol del siglo XVII, Shah Jahan, fue representado sosteniendo una mecha con decoración floral. Un toradar del siglo XVIII de Mysore, en el estado de Karnataka, en el sur de la India, está exquisitamente decorado con flores y follaje. Las decoraciones son enteramente doradas. Las placas laterales incisas están hechas de hierro. Las figuras de animales están completamente representadas en el toradar; el portacerillas del toradar suele tener una forma serpentina similar a la de un naga, las figuras de tigre están impresas en el gatillo del toradar de Mysore. Un toradar del siglo XIX de Narwar tiene la forma de una cabeza de tigre alrededor del hocico.